# Soufflé

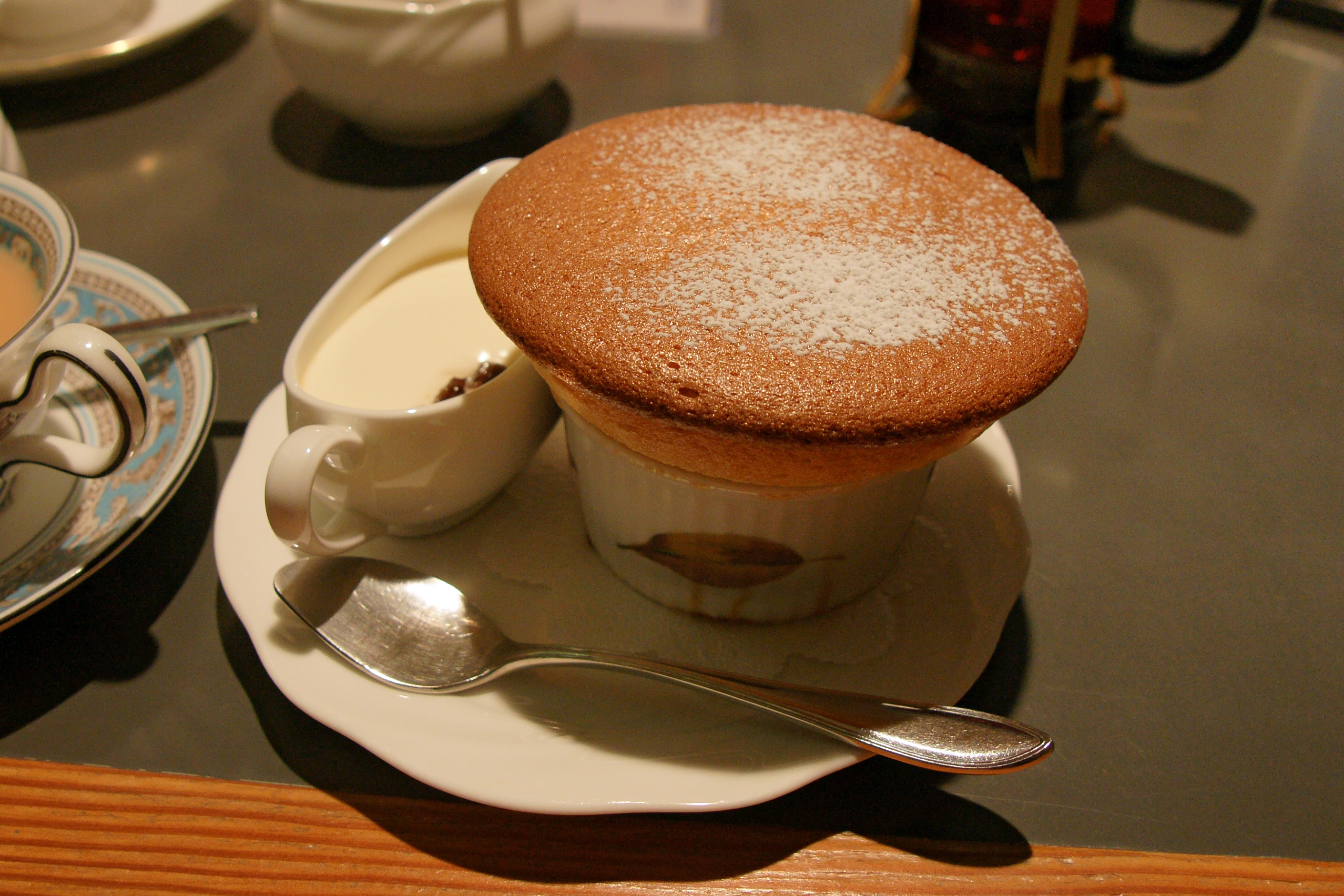
Soufflé

Ein  Soufflé bzw. Soufflee (französisch soufflé ‚geblasen‘, zu souffler ‚blasen‘) ist eine leichte Eierspeise (süß als Mehlspeise, oder auch herzhaft-pikant mit Käse, Gemüse oder Fisch, Krebsen, Fleisch zubereitet), deren luftige Größe (Höhe) aus dem geschlagenen Eiklar entsteht. Eine Gemeinsamkeit mit dem Auflauf oder dem Gratin besteht nur in der Verwendung von feuerfesten Formen zum Garen.
Während des Backens schwillt die Zubereitung stark an und muss sofort serviert werden, da das luftige Gebilde des gebackenen Eischnees schnell einsinkt.
Die Bezeichnung Soufflé (französisch) bedeutet wörtlich „Aufgeblasenes“. Soufflés lassen sich sowohl als Vorspeise, Hauptgerichte (Käsesoufflé, Trüffelsoufflé) als auch als süße Desserts (Kirschsoufflé oder auch zahlreiche andere Früchte) zubereiten.  

## Herzhafte Soufflés
Diese werden aus einer dicken Bechamelsauce oder einem Püree hergestellt; der Grundmischung zugesetzte Zutaten (in Form eines Salpicón oder Pürees) gehören Gemüse, Schinken, Käse, die den Namen des Soufflés bestimmen.

## Dessert-Soufflés
Diese basieren entweder auf einer Milchzubereitung oder einem Fruchtpüree und einer gekochten Zuckermischung. Für erstere wird ein Konditorpudding (Custard) verwendet, der mit Eigelb gebunden und mit Vanille, Likör oder Branntwein aromatisiert wird, bevor das steif geschlagene Eiweiß untergehoben wird. Vor dem Unterheben des Eiweißes kann alternativ auch eine helle Roux verwendet werden, die mit kochender gesüßter Vanillemilch gemischt und mit Eigelb (oder Eigelb und ganze Eier) gebunden wird.
Auch die Salzburger Nockerln zählen zu den Soufflés.
Die sichersten Ergebnisse werden mit aromareichen Früchten, welche einen niedrigen Wassergehalt haben, erzielt (Kakao, Passionsfrucht, Zitrusfrüchte [ätherische Öle der Schale]).
Wichtig beim Schlagen des Eiweißes ist die ausreichende Luftzufuhr. Deshalb wird in vielen Küchen das mit einigen Tropfen Zitronensaft versetzte Eiweiß noch immer mit dem Schneebesen geschlagen. Noch besser ist Fruchtsäure. Doch das Wichtigste ist, dass das Eiweiß und Arbeitsgeschirr gekühlt sowie fett- und emulgatorfrei (Eigelb) sind.

## Zubereitung und Servierung
Die Zubereitung eines Soufflés erfordert zudem etwas Erfahrung und Geduld, da das vorzeitige oder wiederholte Öffnen des Backofens zu einem Zusammenfallen des Soufflés durch die eindringende Kaltluft führt, was zwar dem Geschmack nicht schadet, jedoch das Aussehen beeinträchtigt, während zugleich die gewünschte luftige Konsistenz völlig verloren geht. Beim Servieren in Restaurants wird ein Soufflé deswegen oft unter einer Wärmehaube aufgetragen, die erst am Tisch entfernt wird.